# Jostein Wilmann
Pour les articles homonymes, voir Wilmann.
Jostein Wilmann (né le 15 juillet 1953 à Viggja, commune de Skaun) est un coureur cycliste norvégien. Professionnel de 1980 à 1983, il a notamment été médaillé de bronze du championnat du monde du contre-la-montre par équipes en 1979 et vainqueur du Tour de Romandie et de la Semaine catalane en 1982. Il est le père de Frederik Wilmann.

## Palmarès

### Palmarès amateur
- 1974
  - 2e du championnat des Pays nordiques du contre-la-montre par équipes
- 1975
  - 5ea étape du Grand Prix Guillaume Tell
  - 2e du Tour de Rhénanie-Palatinat
  - 2e du championnat des Pays nordiques du contre-la-montre par équipes
- 1976
  - 3e du Tour de Slovaquie
- 1978
  - Champion des Pays nordiques du contre-la-montre par équipes (avec Geir Digerud, Morten Sæther et Dag Erik Pedersen)
  - Tour d'Autriche :
    - Classement général
    - 4e étape
- 1979
  - Champion des Pays nordiques du contre-la-montre par équipes (avec Geir Digerud, Morten Sæther et Hans Petter Ødegaard)
  - Classement général du Tour de Rhénanie-Palatinat
  -  Médaillé de bronze au championnat du monde du contre-la-montre par équipes
  - 3e du Tour de l'Avenir

### Palmarès professionnel
- 1980
  - Grand Prix Union Dortmund
- 1981
  - 3e de la Course des raisins
- 1982
  - Classement général de la Semaine catalane
  - Tour de Romandie :
    - Classement général
    - 2e étape

  - 5ea étape du Tour d'Allemagne
  - 2e de la Flèche wallonne
  - 2e du Grand Prix de Francfort
  - 3e du Stadsprijs Geraardsbergen
  - 5e du Tour de Suisse
  - 6e du Super Prestige Pernod
  - 7e du Championnat de Zurich
  - 9e de l'Amstel Gold Race
- 1983
  - 2e du Grand Prix Pino Cerami
  - 7e du Tour de Suisse

## Résultats sur les grands tours

### Tour de France
3 participations
- 1980 : 14e
- 1981 : 34e
- 1982 : abandon (17e étape)

### Tour d'Italie
1 participation
- 1983 : 14e